# Саласар-и-Бакихано, Мануэль
Мануэль Саласар-и-Бакихано (исп. Manuel Salazar y Baquíjano); 24 июля 1777, Лима — 7 ноября 1850, там же) — перуанский военный и политический деятель. С 9 июня по 22 августа 1827 года был президентом Перу. В ранние годы республики был префектом Лимы, а также был главнокомандующим армии Перу. После объявления независимости Перу отказался от испанского дворянского титула.